# 카우보이 부츠

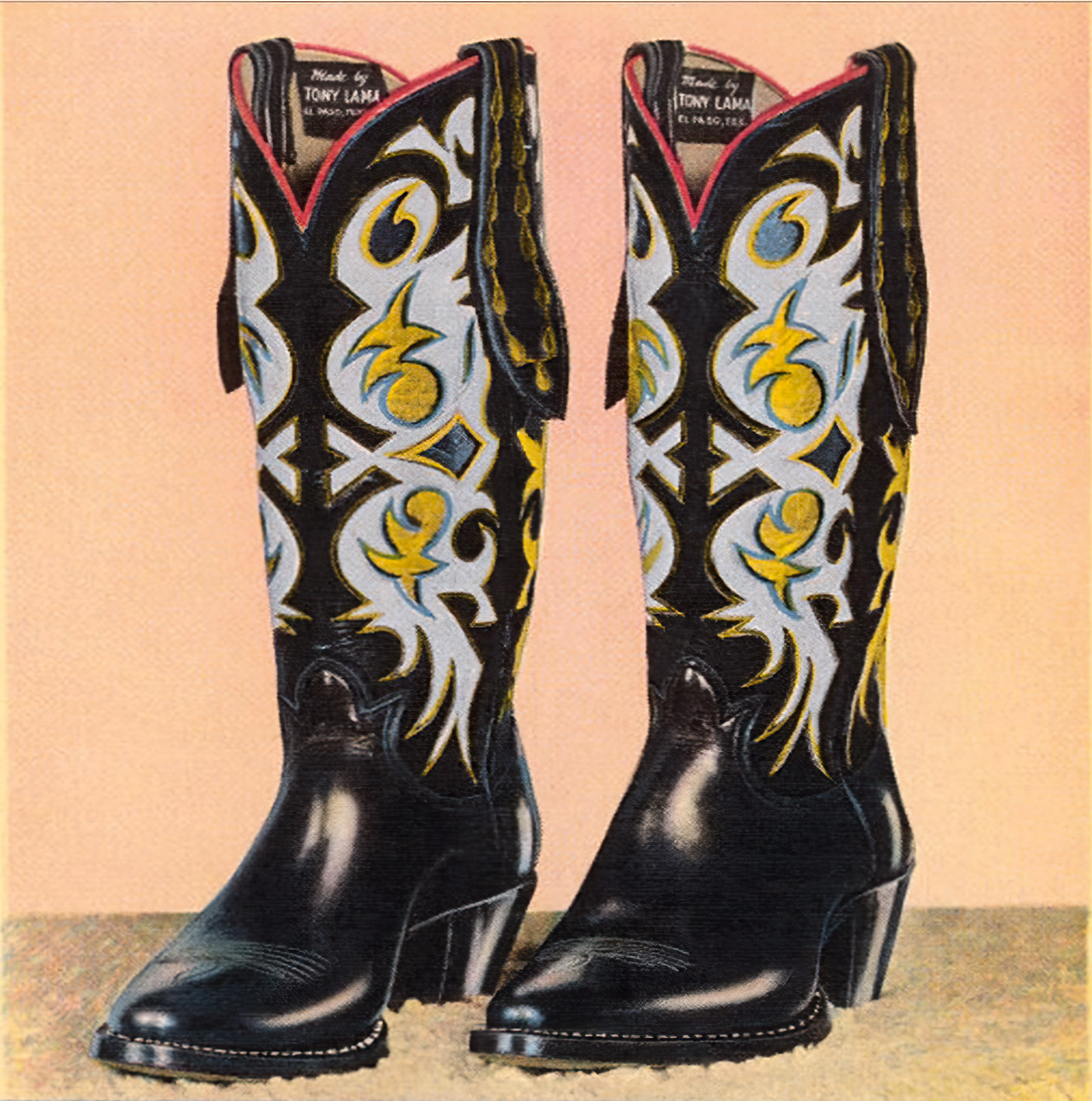

카우보이 부츠(cowboy boot)는 역사적으로 카우보이가 착용했던 특정 스타일의 승마용 부츠이다. 전통적으로 적층식 가죽으로 만들어졌으며 둥근 모양의 뾰족한 발가락 부분, 높은 샤프트, 전통적으로 끈이 없는 하이힐을 가지고 있다. 카우보이 부츠는 일반적으로 소가죽으로 만들어지며 장식용으로 손으로 도구를 사용하기도 하지만 때로는 앨리게이터, 뱀, 타조, 도마뱀, 장어, 코끼리, 매가오리, 와피티사슴(엘크), 아메리카들소 등과 같은 "이국적인" 가죽으로 만들어지기도 한다.
카우보이 부츠에는 웨스턴(또는 클래식)과 로퍼의 두 가지 기본 스타일이 있다. 클래식 스타일은 적어도 종아리 중간까지 닿는 높은 부츠 샤프트와 일반적으로 높이가 1인치가 넘는 각진 "카우보이" 힐로 구별된다. 약간 낮고 여전히 각진 "걷는" 발뒤꿈치도 일반적이다. 웨스턴 부츠의 발가락은 원래 둥글거나 사각형 모양이었다. 어떤 사람들은 좁은 뾰족한 발가락 디자인이 1940년대 초에 등장했다고 주장하지만, 이는 이르면 1914년에 볼 수 있다.
"로퍼"(roper) 스타일은 발목 위에서 멈췄지만 종아리 중앙 이전에 짧은 부츠 샤프트가 있는 새로운 디자인으로, 매우 낮고 각진 "로퍼" 힐이 부츠 밑창에 맞춰져 있으며 일반적으로 길이가 더 짧다. 높이가 1인치 이상이다. 로퍼 부츠는 일반적으로 둥근 발가락으로 만들어지지만 사각형 발가락 스타일은 스트리트웨어의 스타일 변화와 관련이 있다. 로퍼 스타일은 발목 주위에 더 잘 맞고 미끄러질 가능성이 적은 레이스업 디자인으로도 제조된다. 하지만 레이싱은 승마 시 안전 문제도 야기한다.

## 같이 보기
- 카우보이모자
- 부츠